# 岩手県道243号新城馬口沢線
岩手県道243号新城馬口沢線（いわてけんどう243ごう しんじょうばくちさわせん）は、岩手県奥州市を通る一般県道である。

## 概要
国道4号の旧ルートを引き継ぎ奥州市前沢新城から前沢区馬口沢に至る。前沢地区の中心部には途中直角コーナーがあるが、その他は直線区間主体である。

### 路線データ
- 実延長：4,066.8 m[1]
- 起点：奥州市前沢新城[1]（沖田交差点・国道4号交点）
- 終点：奥州市前沢馬口沢[1]（国道4号交点）

## 歴史
- 1973年（昭和48年）9月1日 - 県道に認定される[1]。

## 地理

### 通過する自治体
- 奥州市

### 交差する道路
- 国道4号（沖田交差点・奥州市前沢字新城）
- 岩手県道283号衣川前沢線［岩手県道302号前沢北上線重複］（奥州市前沢字南塔ケ崎）
- 岩手県道237号長坂束稲前沢線（奥州市前沢字五十人町）
- 岩手県道106号前沢東山線（奥州市前沢字二十人町裏）
- 国道4号（奥州市前沢古城字馬口沢）